# Campionat del món d'escacs de 2002 (FIDE)
El Campionat del món d'escacs de 2002 (versió FIDE) fou l'edició de 2002 del Campionat del món d'escacs, organitzada per la FIDE a Moscou, fent servir el mateix sistema eliminatori de les edicions anteriors.
Les primeres sis rondes es jugaren entre el 27 de novembre i el 14 de desembre, i el matx final entre el 16 de gener i el 23 de gener de l'any següent. El GM ucraïnès Ruslan Ponomariov va vèncer a la final el seu compatriota Vasil Ivantxuk, i va esdevenir el més jove Campió del món de la història.
|                   | 1 | 2 | 3 | 4 | 5 | 6 | 7 | Total |
| ----------------- | - | - | - | - | - | - | - | ----- |
| Ruslan Ponomariov | 1 | ½ | ½ | ½ | 1 | ½ | ½ | 4½    |
| Vasil Ivantxuk    | 0 | ½ | ½ | ½ | 0 | ½ | ½ | 3½    |